# Preanalytisk
Preanalytisk, någonting som sker innan (pre-) en analys. Ett exempel är medicinsk provtagning där den preanalytiska fasen innefattar provbeställning, remisshantering, informationssökning, materialförberedelse, förberedelse av patienten, identifiering, själva provtagningsmomentet samt efterberabetning, förvaring och transport av provet till laboratoriet. Modern forskning har klara belägg för att majoriteten av felen som uppkommer i processen från förberedelse via analys till färdigt provsvar är av preanalytiskt ursprung.